# Базовый элемент
Группа компаний «Ба́зовый элеме́нт» (кратко — Базэл) — российская промышленная группа. Состоит из компаний, которые контролируются или входят в сферу бизнес-интересов Олега Дерипаски. Структуры «Базового элемента» управляют активами и владеют значительными долями в десятках компаний. Штаб-квартира расположена в Москве.

## История
Группа основана в 2001 году на базе существовавшей c 1997 года группы «Сибирский алюминий».
До экономического кризиса 2008 года «Базовому элементу» принадлежали доли в зарубежных компаниях — 25 % акций Strabag, 18 % Magna International. С мая 2007 по октябрь 2008 года структурам группы принадлежали 9,99 % акций немецкой строительной компании Hochtief. Однако в связи с кризисом стоимость акций этих компаний снизилась, и «Базовый элемент» продал их банкам, в залоге у которых они находились. В конце 2010 года «Ба́зовый элеме́нт» вновь выкупил 17 % акций Strabag и получил опцион на оставшиеся 8 % акций до 15 июля 2014 года. В середине июля 2014 года было официально объявлено об увеличении доли «Ба́зового элеме́нта» в Strabag до 25 % + 1 акция

## Собственники и руководство
Владелец «Базового элемента» — предприниматель Олег Дерипаска. Юридически большинство активов компаний, входящих в «Базовый элемент», в той или иной степени принадлежат компании Basic Element Ltd (зарегистрирована на острове Джерси), которая, в свою очередь, на 100 % принадлежит зарегистрированной на Британских Виргинских островах компании A-Finance, бенефициаром которой является Дерипаска.
Генеральный директор - Валерий Печенкин. 

## Деятельность
Активы группы сосредоточены в машиностроительной, горнодобывающей, металлургической, энергетической, финансовой, строительной, авиационной, сельскохозяйственной и других отраслях экономики. На предприятиях группы заняты более 150 тысяч человек в России, странах СНГ, Африке, Австралии, Азии, Европе и Латинской Америке.
Под управлением группы находятся следующие компании:

### Энергетика, цветная металлургия и горнодобывающий сектор
Энергетический холдинг En+ Group. Объединяет компании, работающие в сфере энергетики, цветной металлургии и горнорудной промышленности, а также стратегически связанных с ними отраслях. В En+ входят следующие активы:
- 48 % акций крупнейшего российского производителя алюминия ОК РУСАЛ;
- 100 % акций энергетической компании «Евросибэнерго»;
- 100 % акций производителя ферромолибдена компании «Союзметаллресурс» (SMR);
- 100 % акций компании En+ Downstream, объединяющей заводы по выпуску алюминиевых полуфабрикатов;
- 100 % акций угольной компании En+ Coal (включая «Востсибуголь»);
- Центрально-европейская алюминиевая компания (ЦЭАК), которая управляет алюминиевым комбинатом и бокситовым рудником в Черногории и «Дмитровский опытный завод алюминиевой и комбинированной ленты».

### Машиностроение
Корпорация «Русские машины» создана в 2005 году на базе машиностроительных активов, входящих в Группу компаний «Базовый элемент». Это диверсифицированный холдинг, объединяющий индустриальные и инжиниринговые активы в следующих отраслях:
- автомобилестроение («Группа ГАЗ»);
- производство автокомпонентов (RM Systems);
- железнодорожное машиностроение (RM Rail, включая Абаканвагонмаш);
- самолётостроение (Авиационный завод «Авиакор»)
- производство строительно-дорожной техники («RM Terex»).

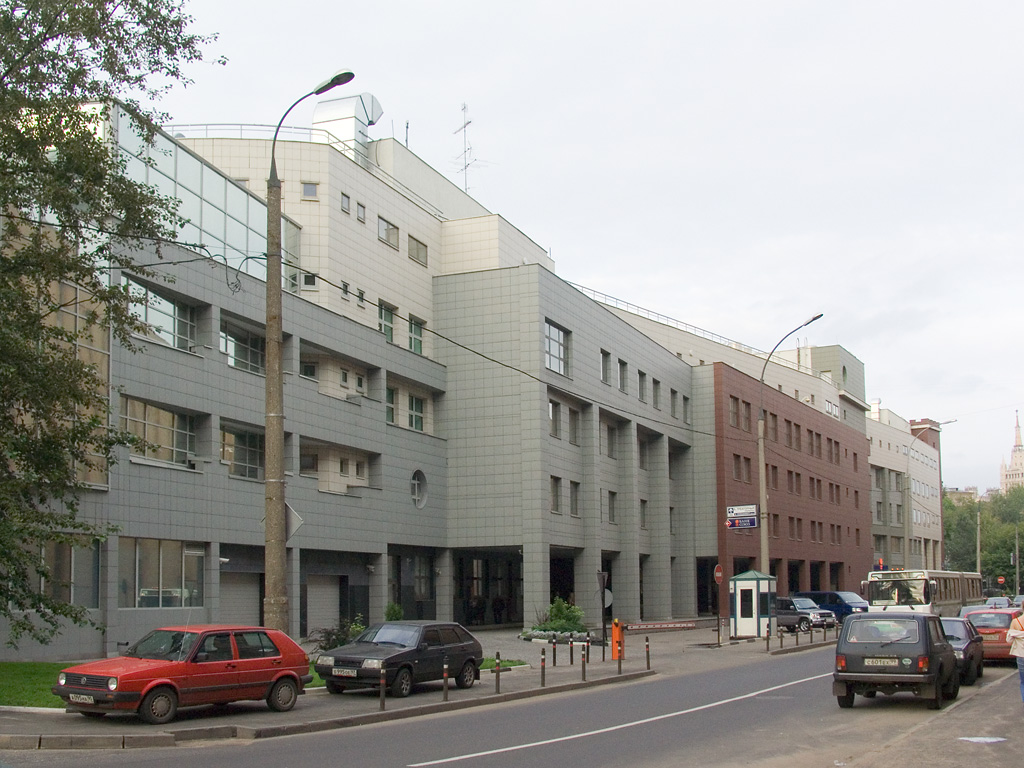
Офис «Базового элемента» на Рочдельской улице в Москве

### Авиация
«Базовый элемент» осуществляет развитие аэропортов:
- Международный аэропорт Красноярск (Емельяново)
- Международный аэропорт Владивосток (Кневичи Западные)

### Строительство
В январе 2014 г. на базе единого холдинга «Главстрой», управляющего строительным сектором группы «Базовый элемент», были созданы управляющая компания «Корпорация Главмосстрой» (отвечает за развитие гражданского строительства) и управляющая холдинговая компания «Трансстрой» (отвечает за развитие инфраструктурного строительства). Все активы, ранее входившие в состав «Главстроя» («Главмосстрой», «Трансстрой» «Моспромстройматериалы», ООО «Главстрой-СПб», «БазэлЦемент» и др.), распределены между двумя вновь созданными структурами согласно выполняемым задачам. В декабре 2014 года контрольный пакет акций компании Transstroy Holding (ПСК «Трансстрой») был продан предпринимателю Егору Андрееву

#### Участие в подготовке кОлимпиаде в Сочи 2014 года
Группа «Базовый элемент» выступила инвестором строительства нескольких инфраструктурных проектов в городе Сочи в связи с подготовкой к XXII Олимпийским зимним играм и XI Паралимпийским зимним играм 2014 года. Среди них:
- Инженерная защита территории Имеретинской низменности, включая берегоукрепление[20];
- Грузовой Порт Сочи Имеретинский в устье реки Мзымта[21][22]. В июле 2014 года в порту открылся первый этап яхтенной марины[23], работа по её развитию будет продолжена;
- Новый пассажирский терминал Международного аэропорта Сочи[24];
- Курортный район Имеретинский[25] в Адлерском районе Сочи, включающий возведение Олимпийской деревни и создание туристической зоны[26];
- Дублёр Курортного проспекта.

### Финансовые услуги
- Страхование (страховая компания «Ингосстрах»)
- Банковский бизнес (Ингосстрах Банк), через СК «Ингосстрах»)
- Пенсионное обеспечение (НПФ «Социум»).

### Агробизнес
- АгроХолдинг «Кубань»
- Конный завод «Восход»

### Недвижимость
- «Профис недвижимость»

### Показатели деятельности
Совокупная выручка предприятий группы в 2007 году составила $26,8 млрд (в 2006 году — свыше $18,47 млрд), стоимость активов на конец 2007 года, по собственным оценкам, выросла по сравнению с концом 2006 года в 2,4 раза до $45 млрд.
Совокупная выручка компаний группы в 2012 году составила $27 млрд.